# 沃拉克峰
沃拉克峰（英語：Wolak Peak），是南極洲的山峰，位於維多利亞地，處於聖保爾斯山西北面1.9公里，屬於阿斯加德山脈的一部分，由美國南極名稱諮詢委員命名，現時由南極條約體系管理。